# Batoș
Batoș (in ungherese Bátos, in tedesco Botsch) è un comune della Romania di 4194 abitanti, ubicato nel distretto di Mureș, nella regione storica della Transilvania. 
Il comune è formato dall'unione di 4 villaggi: Batoș, Dedrad, Goreni, Uila.

## Storia
La prima menzione scritta del villaggio risale al 1228 sotto il nome di.I villaggi del comune furono fondati dai coloni tedeschi durante il Medioevo e mantennero la maggioranza della popolazione tedesca fino al 1945.
Il comune di Batoș apparteneva al Regno d'Ungheria, poi all'Impero austriaco e all'Impero austro-ungarico.
Nel 1876, durante la riorganizzazione amministrativa della Transilvania, Batoș fu annesso alla contea di Kolozs. (Cluj in rumeno).
Il comune di Batoș è entrato a far parte della Grande Romania storica nel 1920, in occasione del trattato di Trianon, quando l'Austria-Ungheria fu disintegrata. Fu di nuovo occupata dall'Ungheria dal 1940 al 1944. Divenne di nuovo rumeno nel 1945. La comunità tedesca che contava 3 965 persone nel 1941 si è ridotta a 904 nel 1956 e solo 146 nel 1992, dopo la rivoluzione rumena del 1989.

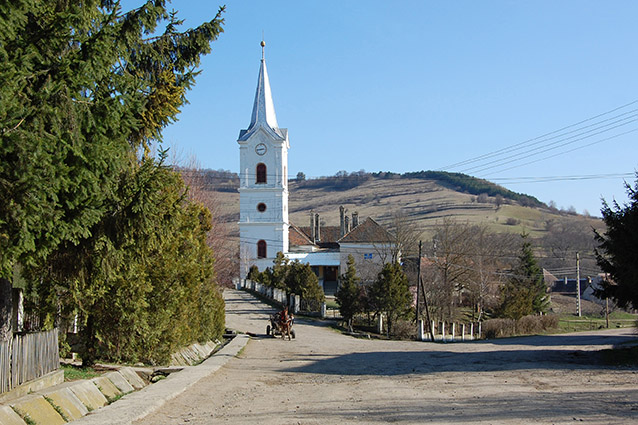
Il villaggio di Uila